# Héctor Adomaitis
Héctor Raimundo Adomaitis Larrabure (* 12. Juni 1970 in Buenos Aires) ist ein argentinischer Fußballtrainer und ehemaliger Fußballspieler, der vorwiegend im offensiven Mittelfeld agierte.

## Laufbahn

### Spielerkarriere
Adomaitis begann seine Profikarriere 1987 beim CA Temperley und wechselte bereits nach einem Jahr ins benachbarte Ausland, als er den Sprung über den Río de la Plata zum uruguayischen Verein Montevideo Wanderers machte, mit dem er 1990 das Torneo Competencia gewann.
Anfang 1991 wechselte er nach Chile, wo er zunächst einige Monate für Deportes Concepción spielte und anschließend einen Vertrag beim chilenischen Rekordmeister CSD Colo-Colo erhielt, mit dem er 1991 die chilenische Fußballmeisterschaft und im folgenden Jahr auch die Copa Interamericana und die Recopa Sudamericana gewann.
1993 unterschrieb Adomaitis einen Vertrag beim mexikanischen Verein Santos Laguna, mit dem er im Torneo Invierno 1996 die mexikanische Fußballmeisterschaft gewann. Seine nächste Station führte ihn zum CD Cruz Azul, mit dem er im Sommer 1997 den CONCACAF Champions’ Cup und im Winter desselben Jahres einen weiteren Meistertitel gewann.
In der ersten Hälfte des Jahres 2000 spielte Adomaitis wieder für Colo-Colo und anschließend noch einmal ein Jahr beim CD Cruz Azul (2000/01), mit dem er 2001 die Finalspiele um die Copa Libertadores erreichte, aber im Elfmeterschießen gegen die Boca Juniors verlor. Anschließend spielte er noch jeweils ein Jahr für den Puebla FC (2001/02) und den CD Santiago Morning (2002/03).

### Trainerkarriere
Nach seiner Karriere als Spieler sammelte Adomaitis als Co-Trainer seiner ehemaligen Klubs CSD Colo-Colo und Santos Laguna Erfahrung. Seine erste Stelle als verantwortlicher Cheftrainer bekam der ehemalige Mittelfeldspieler 2018 bei Zweitligist Deportes Melipilla, wo er 2019 wiedergeholt wurde. Im Juli 2021 ging er zu Ligakonkurrent AC Barnechea, doch nach nur sieben Spielen und ohne Sieg trennten sich die Wege nach 41 Tagen im Amt wieder. Von März bis November 2022 betreute Adomaitis Deportes Santa Cruz in der Primera B.

## Erfolge

### Auf nationaler Ebene
- Chilenischer Meister: 1991
- Mexikanischer Meister: Invierno 1996, Invierno 1997
- Torneo-Competencia-Sieger: 1990

### Auf internationaler Ebene
- CONCACAF-Champions’-Cup-Sieger: 1997
- Recopa-Sudamericana-Sieger: 1992
- Copa-Interamericana-Sieger: 1992
- Copa-Libertadores-Finalist: 2001